# Diploschema maculata
Diploschema maculata är en skalbaggsart som beskrevs av Martins och Monné 1980. Diploschema maculata ingår i släktet Diploschema och familjen långhorningar.
Artens utbredningsområde är:
- Guyana.
- Surinam.

Inga underarter finns listade i Catalogue of Life.